# Débat sur la norme du français québécois
Le débat sur la norme du français québécois porte sur la légitimité, la définition et l’usage d’une norme linguistique propre au Québec, en tension entre les usages locaux et les standards du français international. Il oppose, principalement au Québec, deux camps : celui des « endogénistes » (terme forgé par Lionel Meney) ou « aménagistes », et l'autre, qu'on pourrait appeler celui des « exogénistes » ou des « internationalisants », ces derniers récusant le terme « exogéniste ». Les premiers considèrent que le français québécois doit avoir sa propre norme, qui est distincte du français standard. Les autres considèrent qu'en faisant cela, le français québécois se « ghettoïserait ». Ce débat sur la politique linguistique rappelle la querelle des régionalistes et des exotistes dans la littérature québécoise.

## Note terminologique
Quelques expressions synonymiques peuvent servir pour désigner cette notion :
- Débat sur le français québécois ;
- Débat du français québécois ;
- Querelle du français québécois ;
- Querelle sur le français québécois ;
- Controverse du français québécois ;
- Débat sur la qualité de la langue.

## Origine
Selon l'aménagiste Jean-Claude Corbeil, le débat remonterait jusqu'à 1760, mais se serait intensifié depuis 1955, soit peu avant le début de la Révolution tranquille.
Comme moment décisif tournant dans la conscience populaire, il faudrait citer le débat du « joual ». Au départ un terme désignant le français populaire de la région de Montréal, il désigne ensuite, dans les articles de journaux d'André Laurendeau et de Jean-Paul Desbiens, le français populaire de l'ensemble du Québec, particulièrement dans sa forme la moins éduquée et la plus pleine d'anglicismes. Les articles de Desbiens (à l'époque cachés sous un pseudonyme) seront ensuite publiés sous forme de livre, un grand succès de librairie : Les Insolences du Frère Untel (1961).

## Débat sur l’existence du débat
L'existence du débat sur la norme du français québécois fait elle-même l'objet d'un débat. Dans un article paru dans Le Devoir, Jean-Claude Corbeil écrit que « trois consensus se sont dégagés » sur le français québécois. Dans un autre article, Lionel Meney répond « ou bien il y a consensus, et alors il n'y a plus de débat, ou bien il y a débat, et alors il n'y a pas de consensus ».

## Arguments employés par les deux camps
| Endogénistes | Exogénistes |
| --- | --- |
| Le français québécois vaut aussi bien que les autres variétés de français.                                                                                    | Les francophones du monde entier essaient d'éviter les régionalismes à l'écrit et dans le style soutenu (comme en public). C'est aussi ce que devraient faire les Québécois.                                                                                   |
| Le français standard est un absolu qui n'existe pas. | Le français standard est un absolu et le français de France est la variété de français qui tend le plus vers cet absolu. |
| Le français québécois a ses régionalismes (québécismes), et le français de France aussi (francismes)                                                          | Le français de France a des régionalismes, mais beaucoup moins que n'en a le québécois. Les régionalismes ne se trouvent d'ailleurs qu'en région ou en périphérie de Paris (la province), puisque c'est Paris qui dicte la norme du français.                  |
| La culture québécoise rayonne partout dans la francophonie. C'est un signe de sa viabilité et de la facilité qu'on a à comprendre les francophones du Québec. | Si les artistes québécois écrivent dans une langue qui n'est pas comprise de tous les francophones, pourquoi ces derniers se sentiraient-ils concernés et achèteraient-ils des produits québécois ?                                                            |
| Le français québécois est plutôt bien compris, où qu'on aille dans la francophonie.                                                                           | Le français québécois n'est bien compris qu'au Québec et dans les régions avoisinantes (Ontario, etc.). Le fait d'en faire une norme reviendrait à isoler le Québec et peut-être à favoriser l'anglicisation de ceux qui aspirent à une langue internationale. |

## Position d’institutions et de personnes notables

### Position de l’Office québécois de la langue française
L'Office québécois de la langue française paraît pencher du côté de l'aménagisme. Lionel Meney écrit en 2005 dans Le Monde :

« Les aménagistes ont investi les lieux de pouvoir : secrétariat à la politique linguistique, Conseil et Office de la langue française, ministère de l'éducation [sic]... On peut mesurer leur progrès en comparant deux définitions officielles à vingt-cinq ans de distance : « La norme qui, au Québec, doit régir le français dans l'administration, l'enseignement, les tribunaux, le culte et la presse, déclarait l'Office de la langue française en 1965, doit, pour l'essentiel, coïncider à peu près entièrement avec celle qui prévaut à Paris, Genève, Bruxelles, Dakar... » En 1990, le Conseil de la langue française [dont on a fusionné une partie à l'Office en 2002] affirmait qu'il y a maintenant « consensus au Québec quant à l'existence d'un français standard d'ici dont la description constitue la prochaine étape obligée du projet collectif québécois d'aménagement de la langue ». En réalité, il n'y a pas de consensus. Le Conseil n'a écouté que ceux d'accord [sic] avec la création d'une « norme québécoise ». »

Comme autre indication de la faveur qu'a l'endogènisme à l'Office, on peut citer le fait qu'Hélène Cajolet-Laganière, l'une des auteures du livre Le français au bureau de l'Office est également l'un des auteurs de Oui... au français québécois standard. Mme C.-Laganière a quitté l'Office il y a près de 30 ans et, étant à l'origine du FAB, elle conserve un privilège unique et exclusif de citation de son nom sur la page de couverture de l'ouvrage même si par suite de l'apport de Mme Guilloton le FAB a progressivement changé de facture au fil des éditions.

### Position des Éditions Le Robert
La maison d'édition Le Robert prend position dans la préface du Petit Robert 1993 :

« Ces données ne prétendent pas remplacer les descriptions spécifiques et plus exhaustives des belgicismes [...], et encore moins se substituer à des dictionnaires du français décrivant l'usage et la norme de cette langue dans une communauté sociale donnée (le Robert vient d'en faire la tentative très sérieuse au Québec, par le Dictionnaire québécois d'aujourd'hui). »  [...] Le Nouveau Petit Robert, bien qu'il décrive fondamentalement une norme du français de France, inclut certains régionalismes de France et d'ailleurs pour souligner qu'il existe plusieurs « bons usages », définis non par un décret venu de Paris, mais par autant de réglages spontanés ou de décisions collectives qu'il existe de communautés vivant leur identité en français. »

Le Dictionnaire québécois d'aujourd'hui a pour rédacteur principal l'endogèniste Jean-Claude Boulanger.

### Position de l’Académie française
L'Académie française semble tendre du côté de l'exogènisme. Son secrétaire perpétuel, Maurice Druon, fait des déclarations le 15 janvier 2006 sur les ondes de Radio France internationale qui font ensuite couler beaucoup d'encre au Québec,. Ces déclarations ont pour effet de rallier pour l'occasion les médias québécois sous la bannière de l'aménagisme.

### Dictionnaires endogénistes et exogénistes
Certains dictionnaires s'inscrivent clairement dans l'un des deux camps, mais d'autres sont plus difficiles à cerner. La distinction est habituellement la suivante : les dictionnaires endogènistes possèdent une marque d'usage pour les francismes (parfois aussi pour les québécismes, comme c'est le cas du Grand Dictionnaire terminologique) ; les dictionnaires exogènistes ne fournissent une marque d'usage que pour les québécismes.
Le fait d'omettre la marque « québécisme » est presque toujours volontaire ; le fait d'omettre la marque « francisme » est souvent involontaire. D'ailleurs, la notion de francisme n'est pas connue en France, où on rédige des dictionnaires exogènistes sans le savoir, puisque la tradition pour le français standard est que la norme est dictée par Paris.[réf. nécessaire] Selon ce point de vue, Paris peut avoir ses particularismes comme l'argot, mais pas de régionalismes (francismes). On ne connaît probablement pas très bien d'ailleurs la conception endogèniste ou exogèniste du français en Europe.[réf. nécessaire]

#### Dictionnaire québécois-français
Le Dictionnaire québécois-français (1999) de Lionel Meney fait clairement partie des dictionnaires exogènistes. À la manière des dictionnaires parus depuis le XIXe siècle au Québec, il compare le français québécois et le français standard, mais contrairement à eux, il se contente de décrire les québécismes sans jamais les condamner. Il est de nature descriptive, et non normative. L'une de ses innovations est de proposer des équivalences de registre correspondant, et non seulement de registre neutre ou soutenu. C'est un dictionnaire spécialisé, il ne traite donc pas de la langue générale à la manière d'un Robert ou d'un Larousse.

#### Dictionnaire du français plusetDictionnaire québécois d’aujourd'hui
Le Dictionnaire du français plus (1988) de Claude Poirier et le Dictionnaire québécois d'aujourd'hui (1992) de Jean-Claude Boulanger sont des dictionnaires généralistes faisant clairement partie du camp endogèniste. Ils tranchent avec la tradition établie au XIXe siècle en lexicographie selon laquelle on marque les canadianismes ou québécismes, et non les francismes (marque d'usage contestée par les exogènistes). Ils ne fournissent pas de marque d'usage désignant les régionalismes québécois, contrairement aux dictionnaires généralistes habituels (Robert, Larousse).
Voici ce qu'en dit Mireille Elchacar de l'Université de Sherbrooke :

« Le Dictionnaire du français Plus à l'usage des francophones d'Amérique (DFP) est paru en 1988. Il s'agit d'une adaptation par Claude Poirier et l'équipe du Trésor de la langue française au Québec d'un dictionnaire de la maison Hachette. Ce dictionnaire a d'abord été bien accueilli, en tant que premier dictionnaire général d'orientation descriptive (il y avait déjà eu des dictionnaires généraux plus normatifs), puisqu'il répondait à un besoin du public québécois d'avoir un ouvrage de référence pour la langue standard parlée au Québec. Mais le public a changé d'avis lorsqu'il s'est rendu compte que les emplois québécois n'étaient pas identifiés comme tels. En effet, dans sa politique éditoriale, le DFP choisit de ne pas marquer les québécismes mais plutôt les francismes. Le Dictionnaire québécois d'aujourd'hui (DQA), adaptation d'un dictionnaire de la maison Robert par Jean-Claude Boulanger, paru en 1992 allait encore plus loin dans la description de la langue française parlée au Québec. On a jugé que trop d'emplois et de mots familiers, très familiers, voire vulgaires parsemaient la nomenclature, alors qu'aucun ouvrage décrivant la langue standard ne faisait encore office d'ouvrage de référence en matière de langue au Québec. Ceci, couplé au fait que les québécismes n'étaient pas clairement identifiés, comme dans le DFP, a été la cause du peu de succès commercial de ce dictionnaire. »

#### Le Grand dictionnaire terminologique
Le Grand dictionnaire terminologique est une banque de données terminologiques endogèniste. Il ne donne pas toujours de marque d'usage pour les « québécismes », et en donne souvent une pour les « francismes ».

#### Franqus (LeDictionnaire de la langue française – Le français vu du Québec)
Franqus est un groupe de recherche dirigé par les endogénistes Hélène Cajolet-Laganière et Pierre Martel, professeurs à l'Université de Sherbrooke. Ce groupe a été mis sur pied afin de créer le Dictionnaire de la langue française – Le français vu du Québec, un ouvrage qui sera publié en version électronique et en version papier.
La nomenclature comprendra principalement des mots du français d'usage standard au Québec et en France. On y trouvera les marques « UQ » (usage québécois) et « UF » (usage français) pour identifier les mots qui sont caractéristiques d'un ou l'autre de ces usages respectifs. Par exemple, le mot « triangle » (commun à l'usage français et québécois) ne portera pas de marques ; « banc de neige » (terme québécois) portera la marque « UQ » alors que « congère » (mot français) portera la marque « UF ». Certaines des expressions particulières à d'autres aires de la francophonie, par exemple les helvétismes (usage suisse) seront consignés dans des articles thématiques inclus dans le dictionnaire.

## Quelques endogénistes et exogénistes
| Endogénistes              | Exogénistes        |
| ------------------------- | ------------------ |
| Alain Dubuc               | André Major        |
| Arthur Buies              | Annette Paquot     |
| Chantal Bouchard          | Camille Roy        |
| Claude Poirier            | Diane Lamonde      |
| Hélène Cajolet-Laganière  | Georges Dor        |
| Henri Wittmann            | André Laurendeau   |
| Jacques Leclerc           | Jean-Paul Desbiens |
| Jean-Claude Boulanger     | Lionel Meney       |
| Jean-Claude Corbeil       | Lysiane Gagnon     |
| Jules-Paul Tardivel       | Raoul Rinfret      |
| Louis-Alexandre Bélisle   | Jacques Maurais    |
| Marie-Éva de Villers      | Robert Dubuc       |
| Marty Laforest            | Jean-Luc Gouin     |
| Marthe Faribault          | Roland Lorrain     |
| Michel Tremblay           | Jean Marcel        |
| Narcisse-Eutrope Dionne   | Gérard Dagenais    |
| Pierre Martel             |                    |
| Louis Mercier             |                    |
| Claude Verreault          |                    |
| Léandre Bergeron          |                    |
| Anne-Marie Beaudoin-Bégin |                    |
| Giuseppe Turi             |                    |
| Henri Bélanger            |                    |

Il convient également de noter que, sur le plan des institutions, l'Office québécois de la langue française favorise l'endogénisme comme politique linguistique et que le "camp" des endogénistes est extrêmement hétéroclite alors que celui des exogénistes est relativement homogène.

## Le débat et la question de la qualité de la langue dans les écrits et dans les médias
| Nom du document | Auteur                                    | Date de parution        |  |
| --- | ----------------------------------------- | ----------------------- |  |
| « La langue que nous parlons », Le Devoir, 21 octobre 1959, p. 4                                                         | André Laurendeau                          | septembre 1959          |  |
| Les Insolences du frères Untel                                                                                           | Jean-Paul Desbiens                        | septembre 1960          |  |
| Hors de l'État, point de salut                                                                                           | Radio-Canada                              | décembre 1960           |  |
| La mort de mon joual | Roland Lorrain                            | 1966                    |  |
| Les Belles-sœurs | Michel Tremblay                           | 1968                    |  |
| Une culture appelée québécoise                                                                                           | Giuseppe Turi                             | 1971                    |  |
| Place à l'homme | Henri Bélanger                            | 1972                    |  |
| Le joual de Troie | Jean Marcel                               | 1973                    |  |
| Le joual c'est-tu un créole?                                                                                             | Henri Wittmann                            | 1973                    |  |
| La Normalisation favorise-t-elle l'implantation terminologique?, Le Terminogramme                                        | Office de la langue française             | 1982                    |  |
| Oui, mais quelle langue?, La Presse                                                                                      | Lysiane Gagnon                            | 1er avril 1989          |  |
| Nos misères linguistiques                                                                                                | Diane Lamonde                             | 21 mai 1992             |  |
| Les Misères de la langue française                                                                                       | Denis Monière                             | 1991-1992               |  |
| Anna braillé ène shot | Georges Dor                               | 1996                    |  |
| États d'âme, états de langue: essai sur le français parlé au Québec                                                      | Marty Laforest                            | 1997                    |  |
| Ta mé tu là? | Georges Dor                               | 1997                    |  |
| À quoi bon des campagnes de bon parler si on livre l'école aux tenants du français d'ici?                                | Diane Lamonde                             | 12 juin 1997            |  |
| Les qui qui et les que que ou le français torturé à la télé                                                              | Georges Dor                               | 1998                    |  |
| Le Maquignon et son joual                                                                                                | Diane Lamonde                             | 1998                    |  |
| La langue et le nombril                                                                                                  | Chantal Bouchard                          | 1998                    |  |
| La langue nationale | Robert Saletti                            | 21 mars 1998            |  |
| Le Délanguissement: Perdre ses mots, avoir tout faux                                                                     | Jean-Luc Gouin                            | 11 juillet 1998         |  |
| Le plus gros et le meilleur                                                                                              | Michel Lapierre                           | septembre 2000          |  |
| Les Langues françaises                                                                                                   | Jean-Luc Gouin                            | automne 2001            |  |
| Polémique à propos du Dictionnaire québécois-français                                                                    | Lionel Meney                              | 2002                    |  |
| Dictionnaire québécois français                                                                                          | Marthe Faribault                          | septembre-décembre 2002 |  |
| Louise Beaudoin a-t-elle « commis » un anglicisme?                                                                       | Claude Poirier                            | 21 février 2003         |  |
| Parler français comme un vrai Québécois?                                                                                 | Lionel Meney                              | 7 janvier 2004          |  |
| Le français des Québécois - notre différence est devenue un atout                                                        | Claude Poirier                            | 16 janvier 2004         |  |
| La Qualité de la langue et la norme                                                                                      | Lionel Meney                              | 26 janvier 2004         |  |
| La m... à Guy A. | Lionel Meney                              | 29 janvier 2004         |  |
| Le français d'ici, langue de Rabelais                                                                                    | Claude La Charité                         | 29 janvier 2004         |  |
| La question linguistique au Québec. Faut-il rapatrier la norme?                                                          | Lionel Meney                              | juillet 2004            |  |
| Le débat derrière la « qualité de la langue » au Québec                                                                  | Lionel Meney                              | juillet 2004            |  |
| Comparaison entre Le Devoir et Le Monde - Une illustration de la norme réelle du français québécois                      | Marie-Éva de Villers                      | 4 janvier 2005          |  |
| Comparaison avec Le Monde pour établir la norme réelle du français québécois - Les mots et expressions propres au Devoir | Marie-Éva de Villers                      | 5 janvier 2005          |  |
| Un autre dictionnaire québécois, pourquoi?                                                                               | Lionel Meney                              | 7 janvier 2005          |  |
| Un cas de révisionnisme linguistique                                                                                     | Jean-Claude Corbeil                       | 14 janvier 2005         |  |
| Libre opinion: Décrire le français québécois ou en faire une norme?                                                      | Lionel Meney,                             | 20 janvier 2005         |  |
| Dictionnaire et norme linguistique: la fiction et la réalité                                                             | Annette Paquot                            | 26 janvier 2005         |  |
| Finie la quarantaine pour les lexicographes québécois!                                                                   | Claude Poirier                            | 26 janvier 2005         |  |
| Le dictionnaire du français standard en usage au Québec: un projet scientifique d'envergure                              | Hélène Cajolet-Laganière                  | 26 janvier 2005         |  |
| Libre opinion : La soirée des Jutra : francophonie ou joualophonie ?                                                     | Lionel Meney                              | 23 février 2005         |  |
| L'inquiétante hostilité québécoise au français                                                                           | Lionel Meney                              | 20 mars 2005            |  |
| Les Québécois racistes à l'endroit des Français?                                                                         | Le Canal Nouvelles (LCN)                  | 28 mars 2005            |  |
| Quand surgit le doute!?                                                                                                  | Le Devoir                                 | 1er et 2 octobre 2005   |  |
| Comité des plaintes et de l'éthique de l'information - Decision - Numéro de dossier: D2005-04-071 et D2005-04-078        | Conseil de presse du Québec               | 9 janvier 2006          |  |
| Féminisation québécoise des termes: Maurice Druon jette un pavé dans la mare                                             | Radio-Canada                              | 16 janvier 2006         |  |
| Maurice Druon écorche le parler québécois                                                                                | Presse canadienne                         | 16 janvier 2006         |  |
| Le Bicorne de M, Druon...                                                                                                | Marie-Éva de Villers                      | 20 janvier 2006         |  |
| Maurice Druon et nous | Pierre Rioux                              | 26 janvier 2006         |  |
| La Mythologie de la parole par-devant                                                                                    | Didier Fessou                             | 19 août 2006            |  |
| Le Conseil de presse rend onze décisions en matière d’éthique journalistique                                             | Conseil de presse du Québec               | 5 septembre 2006        |  |
| Le joual et le québécois                                                                                                 | Paul Roux                                 | 1er août 2006           |  |
| Oui... au français québécois standard                                                                                    | Hélène Cajolet-Laganière et Pierre Martel | 28 décembre 2006        |  |
| Le clavardage, massacre de la langue ou renaissance linguistique?                                                        | Frédérique Doyon                          | 1er février 2007        |  |
| Les Bilinguistes - Grands sorciers des langues phagocytaires                                                             | Jean-Luc Gouin                            | Hiver 2007              |  |
| Bravo, Toc Toc? | René Leclere                              | 29 juillet 2007         |  |
| La langue rapaillée: Combattre l'insécurité linguistique des Québécois                                                   | Anne-Marie Beaudoin-Bégin                 | Printemps 2015          |  |
| Ma Langue à couper (Le Baragouin comme acte de Liberté !)                                                                | Jean-Luc Gouin                            | Mai 2017                |  |
| De la langue française dans les médias oraux du Québec                                                                   | Jean-Luc Gouin                            | 2020                    |  |